# Andrew Fluegelman
Andrew Fluegelman (ur. 27 listopada 1943, uznany za zmarłego 6 lipca 1985) – programista i prawnik, redaktor amerykańskich czasopism PC World i Macworld.
Jest twórcą określenia freeware. Pierwszym programem rozprowadzanym na tej licencji był jego autorski program komunikacyjny PC-Talk, powstały tuż po pojawieniu się IBM PC.
W 1985 Andrew Fluegelman dowiedział się o śmiertelnej chorobie i wkrótce potem, 6 lipca, zniknął. Jego pusty samochód znaleziono na północnym końcu mostu Golden Gate w San Francisco. Ciała, prawdopodobnie uniesionego przez zatokowe prądy, nie znaleziono.